# As-Suwajmira
As-Suwajmira (arab. السويمرة) – wieś w Syrii, w muhafazie As-Suwajda. W 2004 roku liczyła 352 mieszkańców.